# Rijksdienst voor de keuring van Vee en Vlees
De Rijksdienst voor de keuring van Vee en Vlees (RVV) is een Nederlandse voormalige overheidsdienst die viel onder het ministerie van Landbouw, Natuur en Voedselkwaliteit (LNV) en in de jaren tachtig was opgericht. De RVV was een samenvoeging van de gemeentelijke vleeskeuringsdiensten en uitvoeringstaken van de veterinaire dienst van het ministerie LNV.
Vanaf 10 juli 2002 was de RVV, net als de Keuringsdienst van Waren (KvW), een werkmaatschappij binnen de Voedsel- en Warenautoriteit (VWA). Op 1 januari 2006 gingen de KvW en RVV volledig op in de VWA als één agentschap.
De RVV controleerde of er binnen Nederland bij de productie en afzet van dieren en dierlijke producten voldaan werd aan de wettelijke eisen voor volksgezondheid, diergezondheid en het welzijn van dieren. Ook was de RVV betrokken bij de bestrijding van dierziekten.

## Fusieoverzicht
|  |  |  |  | Keuringsdienst van Waren (1893) | Keuringsdienst van Waren (1893) | Keuringsdienst van Waren (1893) | Keuringsdienst van Waren (1893) | Keuringsdienst van Waren (1893)                                  | Keuringsdienst van Waren (1893)                                  |                                                                                              |                                                                  | Inspectie Levensmiddelen Inspectie Drankwet                      | Inspectie Levensmiddelen Inspectie Drankwet                      | Inspectie Levensmiddelen Inspectie Drankwet | Inspectie Levensmiddelen Inspectie Drankwet | Inspectie Levensmiddelen Inspectie Drankwet | Inspectie Levensmiddelen Inspectie Drankwet |  |  | Gemeentelijke vleeskeuringsdiensten                 | Gemeentelijke vleeskeuringsdiensten                 | Gemeentelijke vleeskeuringsdiensten                 | Gemeentelijke vleeskeuringsdiensten                 | Gemeentelijke vleeskeuringsdiensten                 | Gemeentelijke vleeskeuringsdiensten                 |  |  |  |  | Centrale Crisis Controle Dienst (1934) | Centrale Crisis Controle Dienst (1934) | Centrale Crisis Controle Dienst (1934) | Centrale Crisis Controle Dienst (1934) | Centrale Crisis Controle Dienst (1934) | Centrale Crisis Controle Dienst (1934) |  |  |  |  |  |  | Plantenziektenkundige Dienst (1899) | Plantenziektenkundige Dienst (1899) | Plantenziektenkundige Dienst (1899) | Plantenziektenkundige Dienst (1899) | Plantenziektenkundige Dienst (1899) | Plantenziektenkundige Dienst (1899) |
|  |  |  |  | Keuringsdienst van Waren (1893) | Keuringsdienst van Waren (1893) | Keuringsdienst van Waren (1893) | Keuringsdienst van Waren (1893) | Keuringsdienst van Waren (1893)                                  | Keuringsdienst van Waren (1893)                                  |                                                                                              |                                                                  | Inspectie Levensmiddelen Inspectie Drankwet                      | Inspectie Levensmiddelen Inspectie Drankwet                      | Inspectie Levensmiddelen Inspectie Drankwet | Inspectie Levensmiddelen Inspectie Drankwet | Inspectie Levensmiddelen Inspectie Drankwet | Inspectie Levensmiddelen Inspectie Drankwet |  |  | Gemeentelijke vleeskeuringsdiensten                 | Gemeentelijke vleeskeuringsdiensten                 | Gemeentelijke vleeskeuringsdiensten                 | Gemeentelijke vleeskeuringsdiensten                 | Gemeentelijke vleeskeuringsdiensten                 | Gemeentelijke vleeskeuringsdiensten                 |  |  |  |  | Centrale Crisis Controle Dienst (1934) | Centrale Crisis Controle Dienst (1934) | Centrale Crisis Controle Dienst (1934) | Centrale Crisis Controle Dienst (1934) | Centrale Crisis Controle Dienst (1934) | Centrale Crisis Controle Dienst (1934) |  |  |  |  |  |  | Plantenziektenkundige Dienst (1899) | Plantenziektenkundige Dienst (1899) | Plantenziektenkundige Dienst (1899) | Plantenziektenkundige Dienst (1899) | Plantenziektenkundige Dienst (1899) | Plantenziektenkundige Dienst (1899) |
|  |  |  |  |                                 |                                 |                                 |                                 |                                                                  |                                                                  |                                                                                              |                                                                  |                                                                  |                                                                  | |                                             |                                             |                                             |  |  |                                                     |                                                     |                                                     |                                                     |                                                     |                                                     |  |  |  |  |                                        |                                        |                                        |                                        |                                        |                                        |  |  |  |  |  |  |                                     |                                     |                                     |                                     |                                     |                                     |
|  |  |  |  |                                 |                                 |                                 |                                 | Inspectie Gezondheidsbescherming/Keuringsdienst van Waren (1990) | Inspectie Gezondheidsbescherming/Keuringsdienst van Waren (1990) | Inspectie Gezondheidsbescherming/Keuringsdienst van Waren (1990)                             | Inspectie Gezondheidsbescherming/Keuringsdienst van Waren (1990) | Inspectie Gezondheidsbescherming/Keuringsdienst van Waren (1990) | Inspectie Gezondheidsbescherming/Keuringsdienst van Waren (1990) | |                                             |                                             |                                             |  |  | Rijksdienst voor de keuring van Vee en Vlees (1980) | Rijksdienst voor de keuring van Vee en Vlees (1980) | Rijksdienst voor de keuring van Vee en Vlees (1980) | Rijksdienst voor de keuring van Vee en Vlees (1980) | Rijksdienst voor de keuring van Vee en Vlees (1980) | Rijksdienst voor de keuring van Vee en Vlees (1980) |  |  |  |  | Algemene Inspectiedienst (1954)        | Algemene Inspectiedienst (1954)        | Algemene Inspectiedienst (1954)        | Algemene Inspectiedienst (1954)        | Algemene Inspectiedienst (1954)        | Algemene Inspectiedienst (1954)        |  |  |  |  |  |  |                                     |                                     |                                     |                                     |                                     |                                     |
|  |  |  |  |                                 |                                 |                                 |                                 | Inspectie Gezondheidsbescherming/Keuringsdienst van Waren (1990) | Inspectie Gezondheidsbescherming/Keuringsdienst van Waren (1990) | Inspectie Gezondheidsbescherming/Keuringsdienst van Waren (1990)                             | Inspectie Gezondheidsbescherming/Keuringsdienst van Waren (1990) | Inspectie Gezondheidsbescherming/Keuringsdienst van Waren (1990) | Inspectie Gezondheidsbescherming/Keuringsdienst van Waren (1990) | |                                             |                                             |                                             |  |  | Rijksdienst voor de keuring van Vee en Vlees (1980) | Rijksdienst voor de keuring van Vee en Vlees (1980) | Rijksdienst voor de keuring van Vee en Vlees (1980) | Rijksdienst voor de keuring van Vee en Vlees (1980) | Rijksdienst voor de keuring van Vee en Vlees (1980) | Rijksdienst voor de keuring van Vee en Vlees (1980) |  |  |  |  | Algemene Inspectiedienst (1954)        | Algemene Inspectiedienst (1954)        | Algemene Inspectiedienst (1954)        | Algemene Inspectiedienst (1954)        | Algemene Inspectiedienst (1954)        | Algemene Inspectiedienst (1954)        |  |  |  |  |  |  |                                     |                                     |                                     |                                     |                                     |                                     |
|  |  |  |  |                                 |                                 |                                 |                                 |                                                                  |                                                                  |                                                                                              |                                                                  |                                                                  |                                                                  | |                                             |                                             |                                             |  |  |                                                     |                                                     |                                                     |                                                     |                                                     |                                                     |  |  |  |  |                                        |                                        |                                        |                                        |                                        |                                        |  |  |  |  |  |  |                                     |                                     |                                     |                                     |                                     |                                     |
|  |  |  |  |                                 |                                 |                                 |                                 |                                                                  |                                                                  | Inspectie Waren en Veterinaire Zaken (1998) Keuringsdienst van Waren Veterinair Toezicht RVV |                                                                  |                                                                  |                                                                  | |                                             |                                             |                                             |  |  |                                                     |                                                     |                                                     |                                                     |                                                     |                                                     |  |  |  |  |                                        |                                        |                                        |                                        |                                        |                                        |  |  |  |  |  |  |                                     |                                     |                                     |                                     |                                     |                                     |
|  |  |  |  |                                 |                                 |                                 |                                 |                                                                  |                                                                  |                                                                                              |                                                                  |                                                                  |                                                                  | |                                             |                                             |                                             |  |  |                                                     |                                                     |                                                     |                                                     |                                                     |                                                     |  |  |  |  |                                        |                                        |                                        |                                        |                                        |                                        |  |  |  |  |  |  |                                     |                                     |                                     |                                     |                                     |                                     |
|  |  |  |  |                                 |                                 |                                 |                                 |                                                                  |                                                                  |                                                                                              |                                                                  |                                                                  |                                                                  | |                                             |                                             |                                             |  |  |                                                     |                                                     |                                                     |                                                     |                                                     |                                                     |  |  |  |  |                                        |                                        |                                        |                                        |                                        |                                        |  |  |  |  |  |  |                                     |                                     |                                     |                                     |                                     |                                     |
|  |  |  |  |                                 |                                 |                                 |                                 |                                                                  |                                                                  |                                                                                              |                                                                  |                                                                  |                                                                  | Voedsel- en Warenautoriteit (2002) Keuringsdienst van Waren (2002–2006) Rijksdienst voor de keuring van Vee en Vlees (2002–2006) Algemene Inspectiedienst (2010–2011) Plantenziektenkundige Dienst (2010–2011) |                                             |                                             |                                             |  |  |                                                     |                                                     |                                                     |                                                     |                                                     |                                                     |  |  |  |  |                                        |                                        |                                        |                                        |                                        |                                        |  |  |  |  |  |  |                                     |                                     |                                     |                                     |                                     |                                     |
|  |  |  |  |                                 |                                 |                                 |                                 |                                                                  |                                                                  |                                                                                              |                                                                  |                                                                  |                                                                  | |                                             |                                             |                                             |  |  |                                                     |                                                     |                                                     |                                                     |                                                     |                                                     |  |  |  |  |                                        |                                        |                                        |                                        |                                        |                                        |  |  |  |  |  |  |                                     |                                     |                                     |                                     |                                     |                                     |
|  |  |  |  |                                 |                                 |                                 |                                 |                                                                  |                                                                  |                                                                                              |                                                                  |                                                                  |                                                                  | |                                             |                                             |                                             |  |  |                                                     |                                                     |                                                     |                                                     |                                                     |                                                     |  |  |  |  |                                        |                                        |                                        |                                        |                                        |                                        |  |  |  |  |  |  |                                     |                                     |                                     |                                     |                                     |                                     |
|  |  |  |  |                                 |                                 |                                 |                                 |                                                                  |                                                                  |                                                                                              |                                                                  |                                                                  |                                                                  | Nederlandse Voedsel- en Warenautoriteit (2012) |                                             |                                             |                                             |  |  |                                                     |                                                     |                                                     |                                                     |                                                     |                                                     |  |  |  |  |                                        |                                        |                                        |                                        |                                        |                                        |  |  |  |  |  |  |                                     |                                     |                                     |                                     |                                     |                                     |